# Parafia św. Stanisława Biskupa Męczennika w Czerwonce Liwskiej
Parafia św. Stanisława w Czerwonce – parafia rzymskokatolicka w Czerwonce.
Kościół  w Czerwonce istniał już w XVI w. Obecny kościół parafialny murowany, w stylu neogotyckim, został wybudowany w latach 1899-1902 staraniem ks. Andrzeja Panufnika. Fundatorami byli  Jan i Rachela Górscy. Świątynia została konsekrowana w 1902 przez arcybiskupa warszawskiego Wincentego Popiela.
Parafia posiada księgi metrykalne od 1644 r. oraz Kronikę parafialną od 1927 r.
Terytorium parafii obejmuje: Adamów, Czaple, Czerwonkę, Filipy, Józefy, Koszewnicę, Krypy, Nadzieję, Natolin, Orzechów, Ossówno, Roguszyn, Sitarze, Skarżyn, Strupiechów, Sulki, Wąsosze, Wyczółki, Wypychy i Żabokliki. 